# Vilankurichi
Vilankurichi es una ciudad censal situada en el distrito de Coimbatore en el estado de Tamil Nadu (India). Su población es de 24235 habitantes (2011). Se encuentra a 9 km de Coimbatore.

## Demografía
Según el censo de 2011 la población de Vilankurichi era de 24235 habitantes, de los cuales 12171 eran hombres y 12064 eran mujeres. Vilankurichitiene una tasa media de alfabetización del 91,08%, superior a la media estatal del 80,09%: la alfabetización masculina es del 94,24%, y la alfabetización femenina del 87,88%.